# Kursalón
Kursalón je kulturně-historická stavební památka ve Sklených Teplicích na Slovensku, v okrese Žiar nad Hronom.

## Historie

### Výstavba
V červnu 1836 přišel nový nájemce lázní ve Sklených Teplicích Jozef Lentz (bývá uváděn i jako Lenz) s návrhem vybudovat „konverzační sál“ ze dřeva, kde by se mohli shromažďovat lázeňští hosté. Výstavba měla začít následující jaro, v roce 1837. Lentz se nabídl částečně hradit stavbu ročním zvýšením nájmu. Návrh nájemce Lentze poslala důlní komora Dvorské komoře v Budíně. Navržený rozpočet prozkoumal Ferdinand Divald a náklady vypočetl na 540 zlatých 51 ½ groše v hotovosti a 130 zlatých 28 grošů „v robotách“. V listopadu požádala Dvorská komora i o zaslání příčného řezu stavby (nákresy ani plány stavebního objektu se nezachovaly) a potvrzení stavebního materiálu a denní mzdy pro dělníky prostřednictvím báňského soudu. Dvorská komora 18. dubna 1837 definitivně povolila výstavbu sálu.
Přípravy na výstavbu sálu začaly v roce 1837 a stavba samotná začala na jaře 1838. Při výstavbě se ukázalo několik nedostatků, jako například příliš široká kulatá střecha, ze které při deštivém počasí tekly proudy vody do okolí. Také nevhodně použité stavební dřevo způsobilo, že desky vyskakovaly a vícekrát musel stavbu opravovat tesař a truhlář, čímž se stavba jen prodražila. Ze zmíněných důvodů byla stavba opatřena měděnými žlaby a natřena fermeží.
V červenci 1839 oznámil „hlavnímu komorskému grófovi“ polesný Emil Rombauer ukončení prací na „konverzačním salonu“ do konce měsíce. Dne 31. července 1839 ho měl převzít do své správy nájemce Lentz a úředníci komorského panství Šášov.

### Rekonstrukce
Po dlouhých letech chátrání byla stavba zrekonstruována v roce 2007. Zrekonstruovaný Kursalon se nyní nachází o 15 metrů dál než před opravou. Způsobila to narušená statika, která neumožnila zrekonstruovat jej na původním místě. Z původní budovy se zachovaly vnější sloupy a okna. Někdejší základy Kursalónu nyní zdobí sloupy se sochami znázorňující čtyři roční období. Rekonstrukci projektoval Ing. Arch. Peter Podoba.